# ماريوس مولر (لاعب كرة قدم)
ماريوس مولر (بالألمانية: Marius Müller)‏ (و. 1993  م) هو لاعب كرة قدم، من ألمانيا، ولد في هيبنهايم، يلعب كحارس مرمى.

## روابط خارجية
- ماريوس مولر على موقع الاتحاد الأوربي (الإنجليزية)
- ماريوس مولر على موقع قاعدة بيانات كرة القدم.إي يو (الإنجليزية)
- ماريوس مولر على موقع بيانات كرة القدم. دي إي (الألمانية)
- ماريوس مولر على موقع Soccerway.com (الإنجليزية)
- ماريوس مولر على موقع عالم كرة القدم.نت (الإنجليزية)
- ماريوس مولر على موقع AS.com (الإسبانية)